# 악마는 여자다
《악마는 여자다》(영어: The Devil Is a Woman)는 1935년 개봉한 로맨스 영화이다. 조셉 폰 스턴버그가 감독을, 존 더스 패서스가 각본을 맡았다.

## 출연

### 주연
- 마를렌 디트리히
- 리오넬 앳윌
- 에드워드 에버렛 홀튼